# 布热尚巴吕
布热尚巴吕（法語：Bougé-Chambalud，法語發音：[buʒe ʃɑ̃baly]）是法国伊泽尔省的一个市镇，属于维埃纳区。

## 地理
布热尚巴吕（45°19'49"N, 4°54'5"E）面积15.85 平方千米，位于法国奥弗涅-罗讷-阿尔卑斯大区伊泽尔省，该省份为法国东南部内陆省份，北起顺时针与安省、萨瓦省、上阿尔卑斯省、德龙省、阿尔代什省、卢瓦尔省和罗讷省。
与布热尚巴吕接壤的市镇（或旧市镇、城区）包括：索奈、阿内龙、埃皮努兹、圣朗贝尔达尔邦、阿年、安茹、沙纳、雅尔雪。

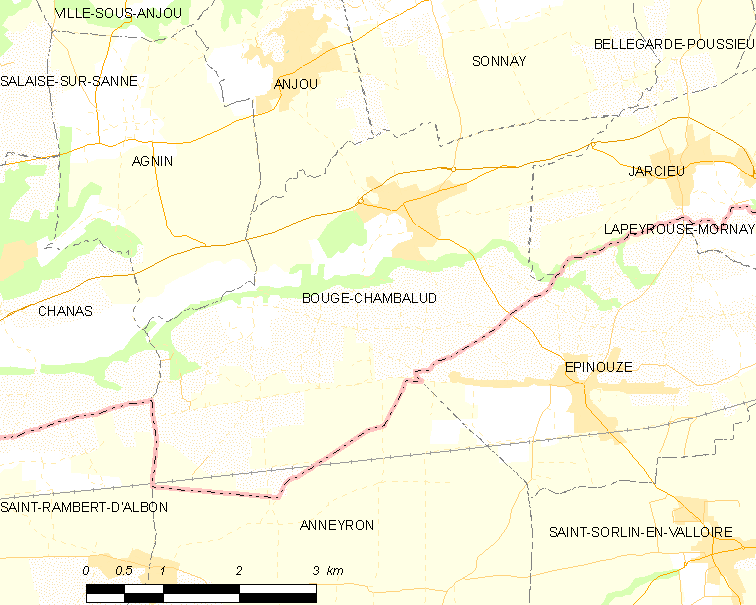
布热尚巴吕的OSM定位图

布热尚巴吕的时区为UTC+01:00、UTC+02:00（夏令时）。

## 行政
布热尚巴吕的邮政编码为38150，INSEE市镇编码为38051。

## 政治
布热尚巴吕所属的省级选区为鲁西永县。

## 人口

1962-2008年间布热尚巴吕人口变化图示

布热尚巴吕于2022年1月1日时的人口数量为1469人。